# Джейд (DC Comics)
Джейд (англ. Jade — нефрит), настоящее имя Дженифер-Линн Хэйден (англ. Jennifer-Lynn Hayden) — супергероиня комиксов компании DC Comics. Дочь первого Зелёного Фонаря Алана Скотта, её мать Роза Кэнтон — злодейка Золотого Века, известная как Шип, а брат-близнец Тодд Джеймс Райс известен как супергерой Обсидиан.
Наряду со своим братом, Дженнифер известна как одна из основателей Корпорации Бесконечность, работала в Лиге Справедливости и в Обществе Справедливости Америки, а также в команде Аутсайдеров. Была в составе переформированного Корпуса Зелёных Фонарей, где имела романтические отношения с Зелёным Фонарем Кайлом Райнером. Первая женщина-Зелёный Фонарь с Земли.

## Биография
Мать Джейд, Роза, была замужем за Аланом Скоттом, но после свадьбы она сбежала, узнав что беременна и боясь причинить детям вред. Родив близнецов, Роза отказалась от своих детей, решив их разделить. Дженнифер-Линн удочерила семейная пара из пригорода Милуоки. До подросткового возраста она не знала, что у неё есть брат-близнец Тодд Рис, с которым вскоре встретилась, узнав, что они оба — дети Алана Скотта. Они попытались вступить в Общество Справедливости Америки, но им было отказано и тогда Джейд и Тодд, вместе с другими протеже членов Общества, создали Корпорацию Бесконечность.
Джейд и её брат, который взял псевдоним Обсидиан, из-за влияния магической энергии на их отца, были рождены со сверхспособностями. У Дженнифер они проявились, когда она защищалась от изнасилования в детском возрасте. Тогда её родимое пятно в виде звёздочки на левой ладони засветилось, а кожа и волосы окрасились в зелёный цвет. Как и её отец, Джейд способна генерировать зелёную энергию, придавать ей любый формы и конструкции. Дженнифер оставила модельную карьеру в Калифорнии и отправилась в Нью-Йорк, чтобы стать фотографом. Там она познакомилась с Кайлом Райнером, с которым у неё завязались романтические отношения. Однажды Джейд потеряла свои силы после сражения со Звёздным Сердцем — источником её сил, после чего Кайл Райнер дал его запасное кольцо Зелёного Фонаря и фонарь для подзарядки, и Джейд присоединилась к Корпусу Зелёных Фонарей, став первой женщиной-Фонарём с Земли. Позже, её способности были полностью восстановлены Кайлом Райнером в то время, когда он кратковременно был Ионом — воплощением силы Корпуса, а её кольцо перешло к Джону Стюарту.
Впоследствии Джейд обнаружила, что обладает способностью матери контролировать растения. Это произошло, когда она силой мысли заставила розы, растущие рядом, атаковать грабителя. На свидании с Кайлом, она призналась, что её кожа и волосы содержат хлорофилл, потому и имеют зеленоватый оттенок. Благодаря хлорофиллу Джейд способна к фотосинтезу, как любое растение.
Способности Дженнифер-Линн очень схожи со способностями её отца. Она может генерировать зелёную энергию и придавать ей любые формы по своему желанию, а также умеет летать и ей не нужна постоянная подзарядка или пополнение своих сил. У неё также присутствует слабость перед деревянными объектами, которые могу проникать сквозь её защитные щиты и не поддаются действию её сил. Во время обладания кольцом силы, Джейд требовалось его перезаряжать каждые 24 часа и оно питало слабость к жёлтому цвету спектра силы.
Когда Кайл Райнер покинул Землю после жестокого избиения своего друга Терри Берга, Джейд отправилась с ним. Однако после нескольких совместных заданий она решила, что хочет вернуться на Землю. По возвращении она стала встречаться с другим мужчиной и закончила свои отношения с Кайлом. В то же время она стала членом, в позже лидером команды Аутсайдеров.
В сюжете «Зелёный Фонарь: Возрождение» (англ. «Green Lantern: Rebirth») Джейд и её отец помогали Стражам Вселенной на Оа отражать атаку Параллакса и препятствовать разрушению Центральной Силовой Батареи.
Во время событий Бесконечного Кризиса Донна Трой, возглавив группу героев с Земли, включая Джейд, отправилась в космос для предотвращения попытки пространственного разрыва. Корпус Зелёных Фонарей оказал поддержку, отправив вместе с ним Кайла Райнера и Киловога. В начавшийся Ранн-Танагарской войне Джейд погибла, попытавшись остановить Александра Лютера-младшего от разделения Вселенной и создания Мультивселенной. Перед смертью Джейд передала все силы Звёздного Сердца Кайлу Райнеру, что вызвало его повторное перевоплощение в Иона, который всё это время был внутри него, сделав его более мощным.
Год спустя после Кризиса, Алан Скотт лежал в коме после атаки Джентльмена-Призрака, и Джейд явилась в его сознании, чтобы попрощаться. Она передала Алану часть зелёной энергии, которая восполнила Алану потерянный в одной из битв кризиса левый глаз заменив его на зелёную сферу, которая позволяет отслеживать мистическую энергию.
Джейд была показана в рамках сюжета «Истоки и знамения» (англ. «Origins and Omens»), который является отчасти подводящим к будущим событиям.

### Темнейшая ночь
Во время события кроссовера «Темнейшая ночь» (англ. «Blackest Night»), Джейд была воскрешена в качестве Чёрного Фонаря и получила чёрное кольцо силы, которые подпитывается от смерти. Джейд отправилась на планету Оа, чтобы встретиться с бывшим возлюбленным Кайлом Райнером, с намерением использовать свою привязанность к нему против него. Дженни сказала, что воскресла благодаря их любви и что теперь они с Кайлом могут быть вместе. Однако, опасаясь, что Джейд потеряла все человеческие чувства, присоединившись к Чёрным Фонарям, Кайл атаковал её, почти уничтожив её тело. Джейд, атаковав в ответ, начинает мучить Кайла чёрной энергией и воссозданными образами его матери Мойры Райнер и бывших девушек Кайла: Александры ДеВитт, Донны Трой и самой Джейд, чем напомнила о всех близких людях, потерянных Кайлом за эти годы и о неспособности Кайла сохранить близких ему людей. В поединок Джейд и Кайла вмешивается Сораник Нату, которой удаётся всего лишь нанести несколько ударов Джейд, в то время как её чёрное кольцо достигает 100 % мощности, и все Чёрные Фонари получают команду атаковать и уничтожить Центральную Силовую Батарею на Оа. Игнорируя своих противников, Джейд отправляется к своей цели, таща за собой Сораник. Но Чёрных Фонарей встречает планета-Зелёный Фонарь по имени Мого, который увеличивает их вес до такой степени, чтобы их притянуло к её поверхности и поглотило её ядром и кипящей магмой внутри него, спалив их тела и подавив возможность регенерировать их. Мого описал это как «И они будут гореть на веки вечные».

### Возвращение
В финале событий Темнейшей ночи, все, кто были Чёрными Фонарями, окончательно воскресли и восстановили свой истинный облик. Джейд была среди них и было показано, как она радостно обнимает Кайла Райнера при встрече в Кост-сити. Писатель Джеймс Робинсон подтвердил, что Джейд будет одной из членов новой Лиги Справедливости в рамках кроссовера «Светлейший день» (англ. «Brightest Day»).
Во время Светлейшего дня Джейд пытается заново приспособиться к жизни среди живых и даёт своё благословение на отношения Кайла Райнера и Сораник Нату. Известно об её связи с Дэдменом, который был воскрешён и оставлен в качестве единственного члена Корпуса Белых Фонарей во время событий Чёрнейшей ночи.
Некоторое время спустя Джейд была обнаружена без сознания в зелёных кристаллах метеора, что разрушили Германию и были найдены Лигой Справедливости. Зелёный кристалл на самом деле оказался кристаллом Звёздного Сердца, тем самым, от которого получил свои способности Алан Скотт, и, соответственно, Джейд. После пробуждения Джейд рассказывает, что во время её посещения планеты Оа кристалл Звёздного Сердца похитил её и отправил на Землю, чтобы найти её отца. Позже она использует своими способности, чтобы победить Пауэр Гёрл, после того, как кристалл сделал её безумной, а затем помогает Лиге Справедливости остановить своего отца, узнав, что кристалл получил контроль и над его телом.

## Силы и способности
Джейд контролирует силу Звёздного Сердца — древнего артефакта, созданного Хранителями Вселенной, унаследованную от отца Алана Скотта. Звёздное Сердце содержит огромные магические запасы, собранные создателями по всей вселенной. Они дают Джейд возможность масштабных манипуляций энергией, а также создавать твёрдые объекты из зелёной энергии, а также позволяют ей создавать простое оружие, ловушки, гигантские руки и прочее. Кроме этого:
- Полет;
- Способность проходить сквозь твёрдые объекты;
- Гипноз;
- Дженнифер может выпускать энергетические лучи, имитирующие пламя, воду, лёд и другие, способные оказывать различное воздействие:
  - Ослепляющий луч;
  - Огненный луч, способный расплавлять металл;
  - Водный луч;
  - Оглушающий луч;
  - Ледяной луч.

Будучи недолгое время членом Корпуса Зелёных Фонарей, Джейд владела кольцом силы Зелёного Фонаря, которое получила от Кайла Райнера, так как временно потеряла свои основные способности. Кольцо давало Дженнифер все основные способности, как и у других Зелёных Фонарей: полёт, невидимость, управление и создание энергетических объектов силой воображения, защитный щит и другие.
Кроме этого, у Джейд есть телепатическая связь с её братом Обсидианом, а также способность унаследованная от матери — хлорокинез, дающий возможность контролировать растения силой мысли.
Энергия Звёздного Сердца обладает слабостью перед деревянными объектами и другими объектами растительного происхождения: они проникают сквозь защитные щиты, на них не действует зелёная энергия, энергетические лучи, их невозможно сломать или поднять с помощью силы Джейд.